# Cuatecomaco, Veracruz
Cuatecomaco är en ort i Mexiko.   Den ligger i kommunen Zontecomatlán de López y Fuentes och delstaten Veracruz, i den sydöstra delen av landet, 170 km nordost om huvudstaden Mexico City. Cuatecomaco ligger 411 meter över havet och antalet invånare är 472.
Terrängen runt Cuatecomaco är huvudsakligen kuperad. Cuatecomaco ligger nere i en dal. Runt Cuatecomaco är det ganska tätbefolkat, med 80 invånare per kvadratkilometer. Närmaste större samhälle är Xochiatipan de Castillo, 6,9 km norr om Cuatecomaco. I omgivningarna runt Cuatecomaco växer huvudsakligen savannskog.